# Landorthe
Landorthe est une commune française située dans l'ouest du département de la Haute-Garonne en région Occitanie.
Sur le plan historique et culturel, la commune est dans le pays de Comminges, correspondant à l’ancien comté de Comminges, circonscription de la province de Gascogne située sur les départements actuels du Gers, de la Haute-Garonne, des Hautes-Pyrénées et de l'Ariège. Exposée à un climat océanique altéré, elle est drainée par le Jô, le Soumès et par divers autres petits cours d'eau. La commune possède un patrimoine naturel remarquable composé d'une zone naturelle d'intérêt écologique, faunistique et floristique.
Landorthe est une commune rurale qui compte 1 028 habitants en 2022, après avoir connu une forte hausse de la population depuis 1975. Elle fait partie de l'aire d'attraction de Saint-Gaudens. Ses habitants sont appelés les Andortans ou  Andortanes.

## Géographie

### Localisation
La commune de Landorthe se trouve dans le département de la Haute-Garonne, en région Occitanie.
Elle se situe à 75 km à vol d'oiseau de Toulouse, préfecture du département, et à 6 km de Saint-Gaudens, sous-préfecture.
Les communes les plus proches sont : 
Savarthès (2,2 km), Estancarbon (3,0 km), Saint-Médard (4,1 km), Latoue (4,2 km), Labarthe-Inard (5,1 km), Miramont-de-Comminges (5,2 km), Sepx (5,3 km), Pointis-Inard (5,5 km).
Sur le plan historique et culturel, Landorthe fait partie du pays de Comminges, correspondant à l’ancien comté de Comminges, circonscription de la province de Gascogne située sur les départements actuels du Gers, de la Haute-Garonne, des Hautes-Pyrénées et de l'Ariège.

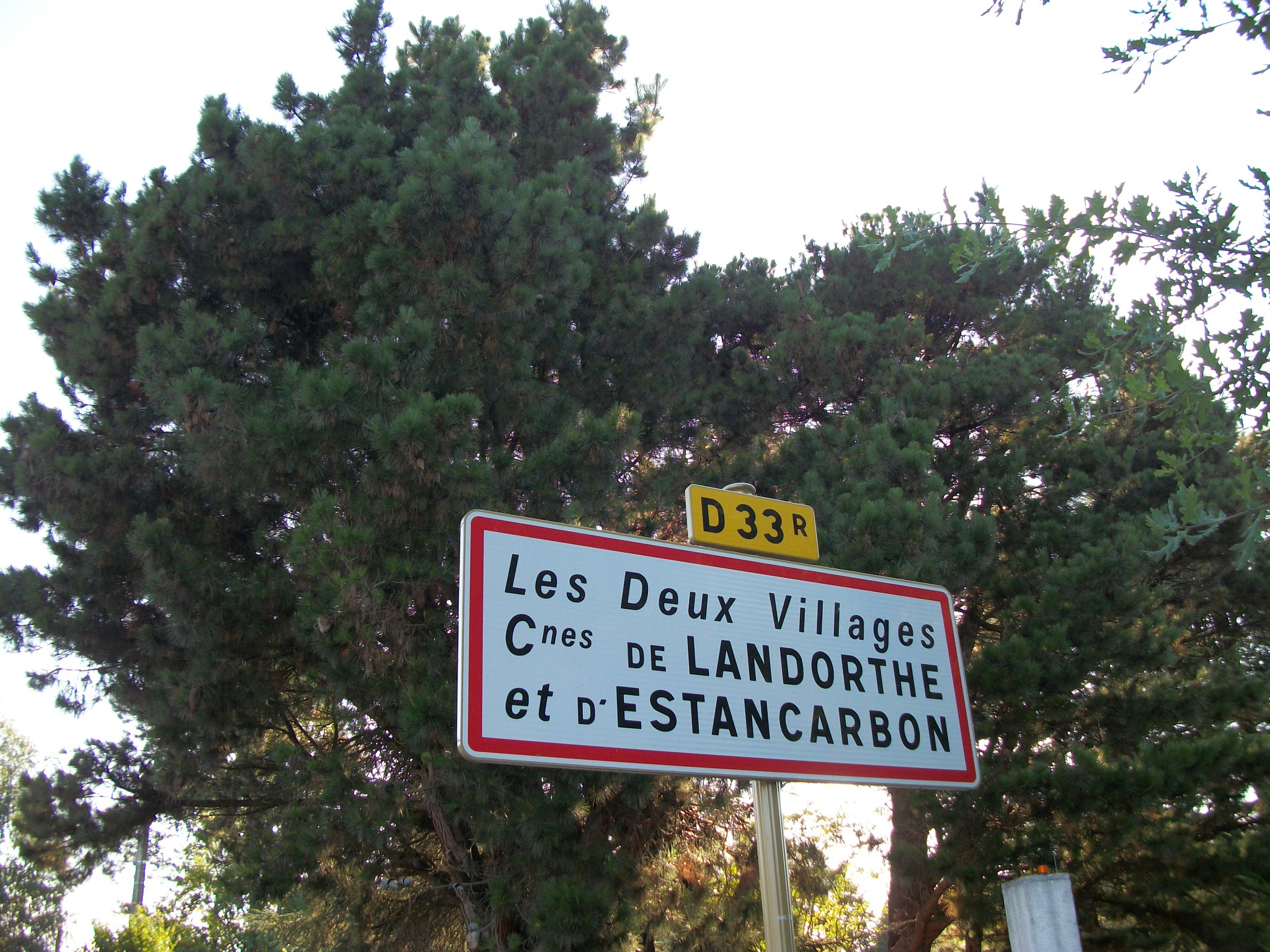
Les Deux Villages, Communes de Landorthe et d'Estancarbon

Landorthe est limitrophe de six autres communes.
Les communes limitrophes sont  Castillon-de-Saint-Martory, Estancarbon, Lieoux, Saint-Gaudens, Saint-Médard et Savarthès.
|               | Lieoux      | Castillon-de-Saint-Martory |
| Saint-Gaudens | Landorthe   | Saint-Médard               |
|               | Estancarbon | Savarthès                  |

### Géologie et relief
La superficie de la commune est de 965 hectares ; son altitude varie de 343  à   463 mètres.

### Hydrographie

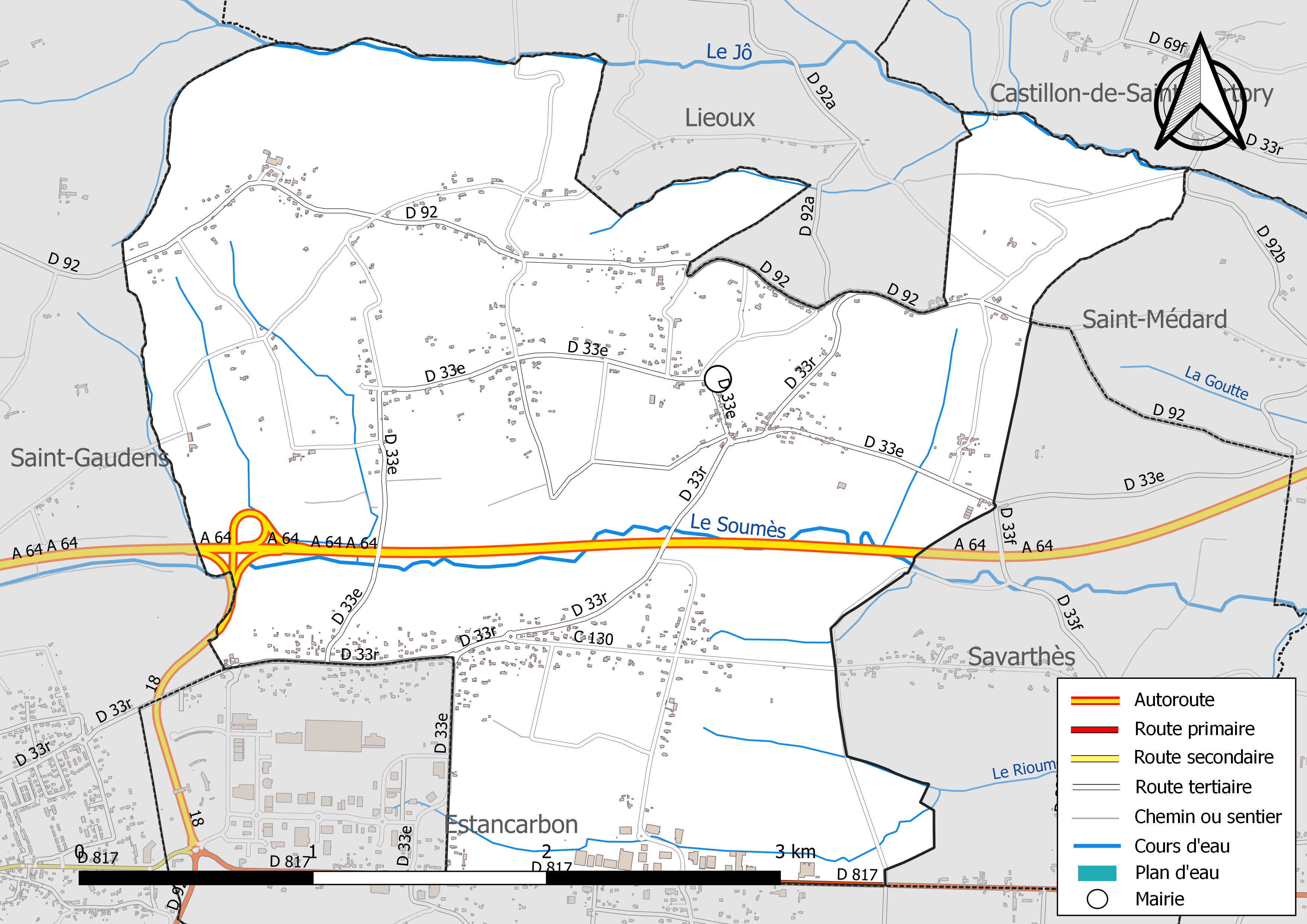
Réseaux hydrographique et routier de Landorthe.

La commune est dans le bassin de la Garonne, au sein du bassin hydrographique Adour-Garonne. Elle est drainée par le Jô, le Soumès, le Rioumort et par divers petits cours d'eau, constituant un réseau hydrographique de 14 km de longueur totale,.
Le Jô, d'une longueur totale de 17,3 km, prend sa source dans la commune de Saint-Gaudens et s'écoule d'ouest en est. Il traverse la commune et se jette dans la Garonne à Lestelle-de-Saint-Martory, après avoir traversé 7 communes.
Le Soumès, d'une longueur totale de 17,1 km, prend sa source dans la commune de Saint-Gaudens et s'écoule d'ouest en est. Il traverse la commune et se jette dans la Garonne à Beauchalot, après avoir traversé 6 communes.

### Climat
Pour des articles plus généraux, voir Climat de l'Occitanie et Climat de la Haute-Garonne.
En 2010, le climat de la commune est de type climat océanique altéré, selon une étude s'appuyant sur une série de données couvrant la période 1971-2000. En 2020, Météo-France publie une typologie des climats de la France métropolitaine dans laquelle la commune est exposée à un climat de montagne ou de marges de montagne et est dans la région climatique Pyrénées centrales, caractérisée par une pluviométrie annuelle de 1 000 à 1 200 mm.
Pour la période 1971-2000, la température annuelle moyenne est de 12,4 °C, avec une amplitude thermique annuelle de 14,8 °C. Le cumul annuel moyen de précipitations est de 971 mm, avec 9 jours de précipitations en janvier et 7 jours en juillet. Pour la période 1991-2020, la température moyenne annuelle observée sur la station météorologique la plus proche, située sur la commune de Clarac à 13 km à vol d'oiseau, est de 12,5 °C et le cumul annuel moyen de précipitations est de 804,9 mm,. Pour l'avenir, les paramètres climatiques de la commune estimés pour 2050 selon différents scénarios d'émission de gaz à effet de serre sont consultables sur un site dédié publié par Météo-France en novembre 2022.

### Milieux naturels et biodiversité

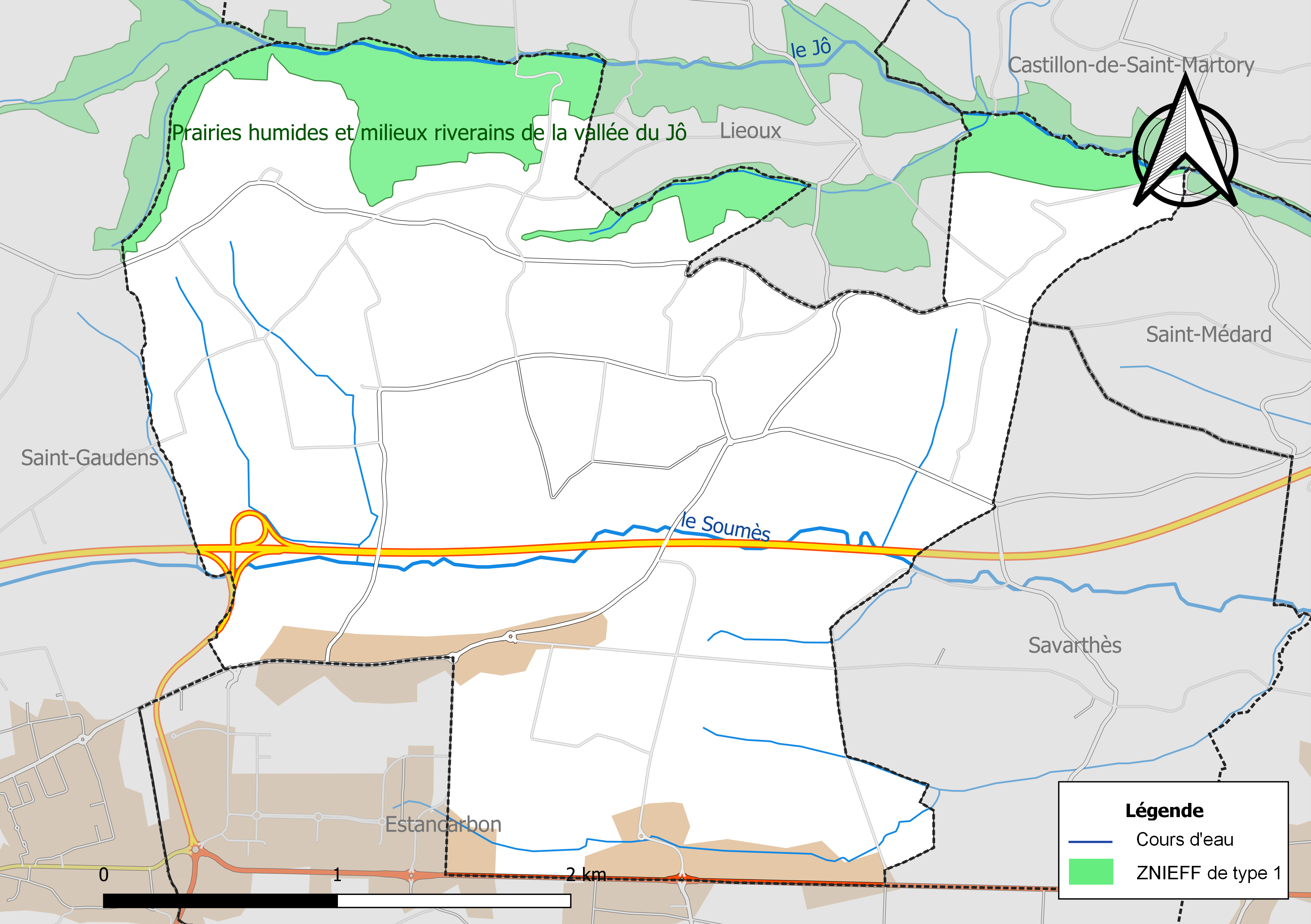
Carte de la ZNIEFF de type 1 localisée sur la commune.

L’inventaire des zones naturelles d'intérêt écologique, faunistique et floristique (ZNIEFF) a pour objectif de réaliser une couverture des zones les plus intéressantes sur le plan écologique, essentiellement dans la perspective d’améliorer la connaissance du patrimoine naturel national et de fournir aux différents décideurs un outil d’aide à la prise en compte de l’environnement dans l’aménagement du territoire.
Une ZNIEFF de type 1 est recensée sur la commune :
les « prairies humides et milieux riverains de la vallée du Jô » (468 ha), couvrant 7 communes du département.

## Urbanisme

### Typologie
Au 1er janvier 2024, Landorthe est catégorisée commune rurale à habitat dispersé, selon la nouvelle grille communale de densité à sept niveaux définie par l'Insee en 2022.
Elle est située hors unité urbaine. Par ailleurs la commune fait partie de l'aire d'attraction de Saint-Gaudens, dont elle est une commune de la couronne,. Cette aire, qui regroupe 85 communes, est catégorisée dans les aires de moins de 50 000 habitants,.

### Occupation des sols
L'occupation des sols de la commune, telle qu'elle ressort de la base de données européenne d’occupation biophysique des sols Corine Land Cover (CLC), est marquée par l'importance des territoires agricoles (68,2 % en 2018), en diminution par rapport à 1990 (85,7 %). La répartition détaillée en 2018 est la suivante : 
zones agricoles hétérogènes (53,9 %), zones urbanisées (16,3 %), forêts (12,2 %), terres arables (11,1 %), zones industrielles ou commerciales et réseaux de communication (3,4 %), prairies (3,2 %). L'évolution de l’occupation des sols de la commune et de ses infrastructures peut être observée sur les différentes représentations cartographiques du territoire : la carte de Cassini (XVIIIe siècle), la carte d'état-major (1820-1866) et les cartes ou photos aériennes de l'IGN pour la période actuelle (1950 à aujourd'hui).

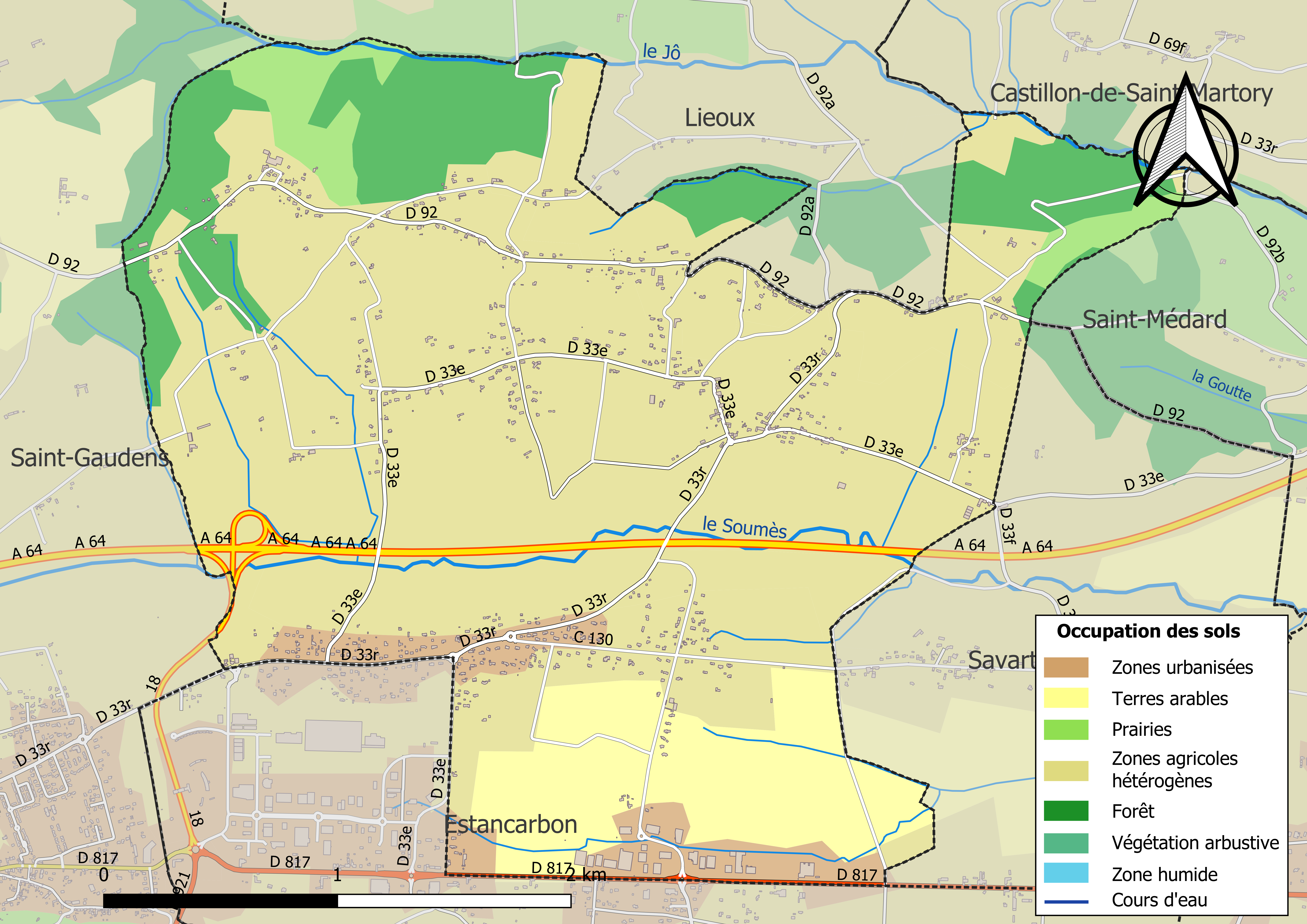
Carte des infrastructures et de l'occupation des sols de la commune en 2018 (CLC).

### Voies de communication et transports
Accès par l'autoroute A64 sortie no 18 et avec le réseau Arc-en-ciel.

### Risques majeurs
Le territoire de la commune de Landorthe est vulnérable à différents aléas naturels : météorologiques (tempête, orage, neige, grand froid, canicule ou sécheresse) et séisme (sismicité modérée). Un site publié par le BRGM permet d'évaluer simplement et rapidement les risques d'un bien localisé soit par son adresse soit par le numéro de sa parcelle.

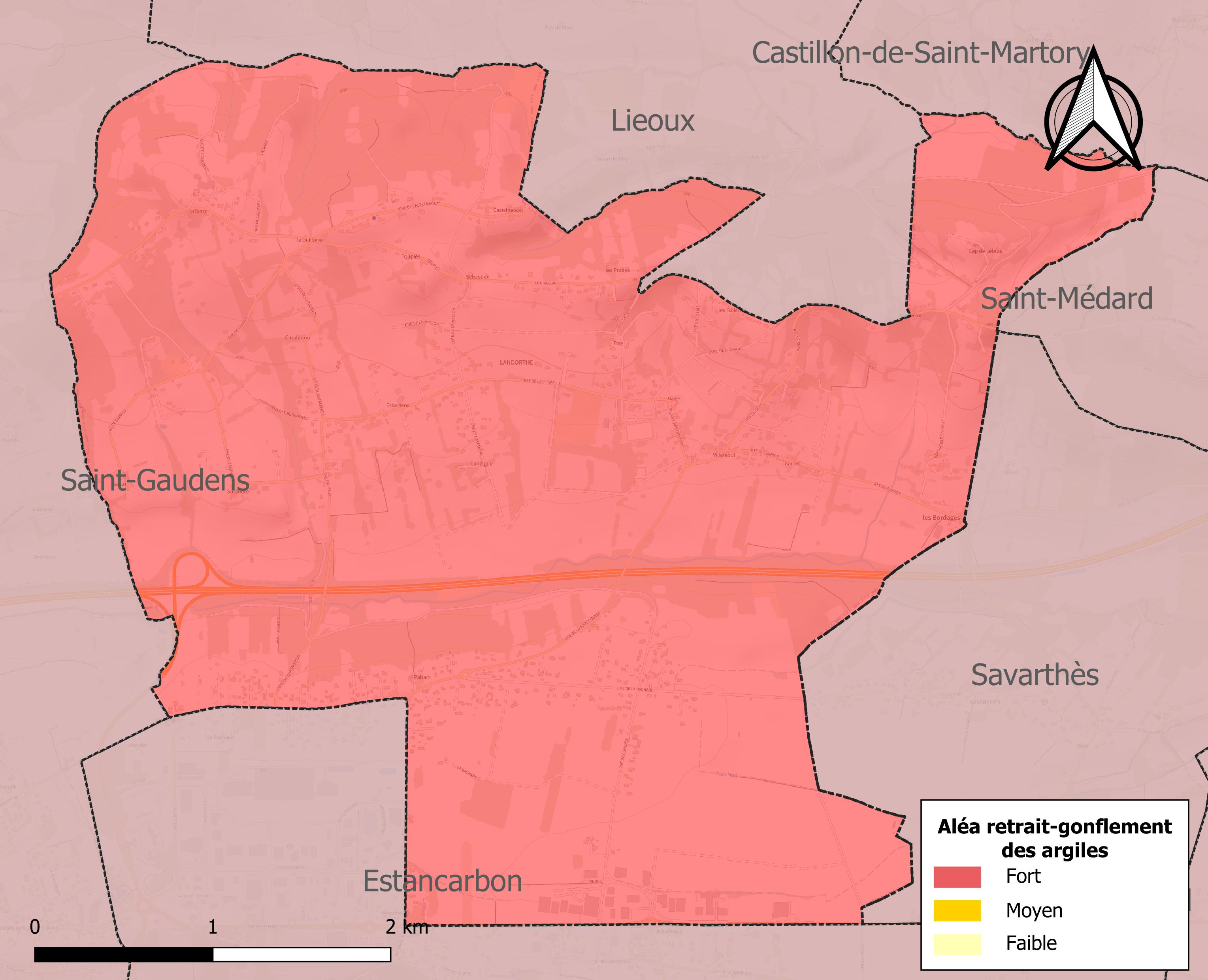
Carte des zones d'aléa retrait-gonflement des sols argileux de Landorthe.

Le retrait-gonflement des sols argileux est susceptible d'engendrer des dommages importants aux bâtiments en cas d’alternance de périodes de sécheresse et de pluie. La totalité de la commune est en aléa moyen ou fort (88,8 % au niveau départemental et 48,5 % au niveau national). Sur les 453 bâtiments dénombrés sur la commune en 2019, 453 sont en aléa moyen ou fort, soit 100 %, à comparer aux 98 % au niveau départemental et 54 % au niveau national. Une cartographie de l'exposition du territoire national au retrait gonflement des sols argileux est disponible sur le site du BRGM,.
Par ailleurs, afin de mieux appréhender le risque d’affaissement de terrain, l'inventaire national des cavités souterraines permet de localiser celles situées sur la commune.
Concernant les mouvements de terrains, la commune a été reconnue en état de catastrophe naturelle au titre des dommages causés par la sécheresse en 1989, 2003 et 2017 et par des mouvements de terrain en 1999.

## Politique et administration

### Administration municipale
Le nombre d'habitants au recensement de 2011 étant compris entre 500 et 1 499 habitants, le nombre de membres du conseil municipal pour l'élection de 2014 est de quinze,.

### Rattachements administratifs et électoraux
Commune faisant partie de la huitième circonscription de la Haute-Garonne, de la communauté de communes Cœur et Coteaux de Comminges et du canton de Saint-Gaudens. Avant le 1er janvier 2017, Landorthe faisait partie de la communauté de communes du Saint-Gaudinois.
La commune est également membre du SIVOM de Saint-Gaudens Montréjeau Aspet Magnoac.

### Liste des maires
| Période                                  | Période   | Identité          | Étiquette | Qualité                     |
| ---------------------------------------- | --------- | ----------------- | --------- | --------------------------- |
| avant 1981                               | ?         | Maurice Romain    | PS        |                             |
| mars 2001                                | mars 2020 | Jeanine Brunet    | DVD       | Retraitée de l'enseignement |
| mars 2020                                | En cours  | Lucienne Cortinas |           |                             |
| Les données manquantes sont à compléter. |           |                   |           |                             |

## Population et société

### Démographie

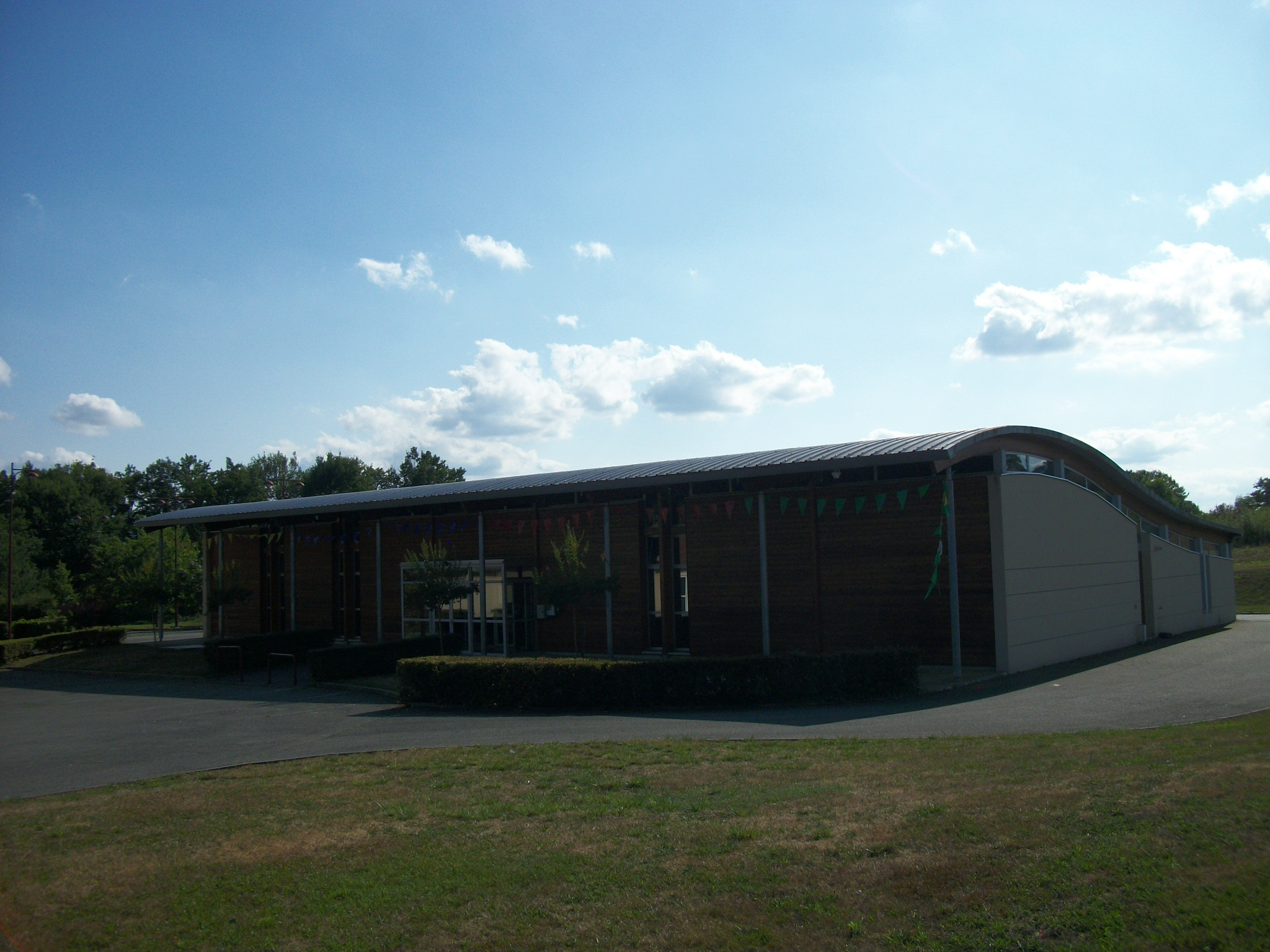
La salle des fêtes

| 1793 | 1800 | 1806 | 1821 | 1831 | 1836 | 1841 | 1846 | 1851 |
| ---- | ---- | ---- | ---- | ---- | ---- | ---- | ---- | ---- |
| 480  | 457  | 524  | 520  | 535  | 531  | 521  | 588  | 582  |

| 1856 | 1861 | 1866 | 1872 | 1876 | 1881 | 1886 | 1891 | 1896 |
| ---- | ---- | ---- | ---- | ---- | ---- | ---- | ---- | ---- |
| 533  | 532  | 479  | 462  | 407  | 448  | 406  | 404  | 367  |

| 1901 | 1906 | 1911 | 1921 | 1926 | 1931 | 1936 | 1946 | 1954 |
| ---- | ---- | ---- | ---- | ---- | ---- | ---- | ---- | ---- |
| 326  | 320  | 329  | 276  | 256  | 237  | 244  | 206  | 213  |

| 1962 | 1968 | 1975 | 1982 | 1990 | 1999 | 2006 | 2011 | 2016 |
| ---- | ---- | ---- | ---- | ---- | ---- | ---- | ---- | ---- |
| 172  | 181  | 389  | 611  | 757  | 779  | 908  | 951  | 985  |

| 2021  | 2022  | - | - | - | - | - | - | - |
| ----- | ----- | - | - | - | - | - | - | - |
| 1 023 | 1 028 | - | - | - | - | - | - | - |

| selon la population municipale des années : | 1968 | 1975 | 1982 | 1990 | 1999 | 2006 | 2009 | 2013 |
| Rang de la commune dans le département      | 337  | 180  | 177  | 152  | 164  | 165  | 166  | 167  |
| Nombre de communes du département           | 592  | 582  | 586  | 588  | 588  | 588  | 589  | 589  |

### Enseignement
Landorthe fait partie de l'académie de Toulouse.
L'éducation est assurée sur la commune par un groupe scolaire : maternelle et primaire.

### Culture et festivité
Comité des fêtes, fête locale (fin juillet), 

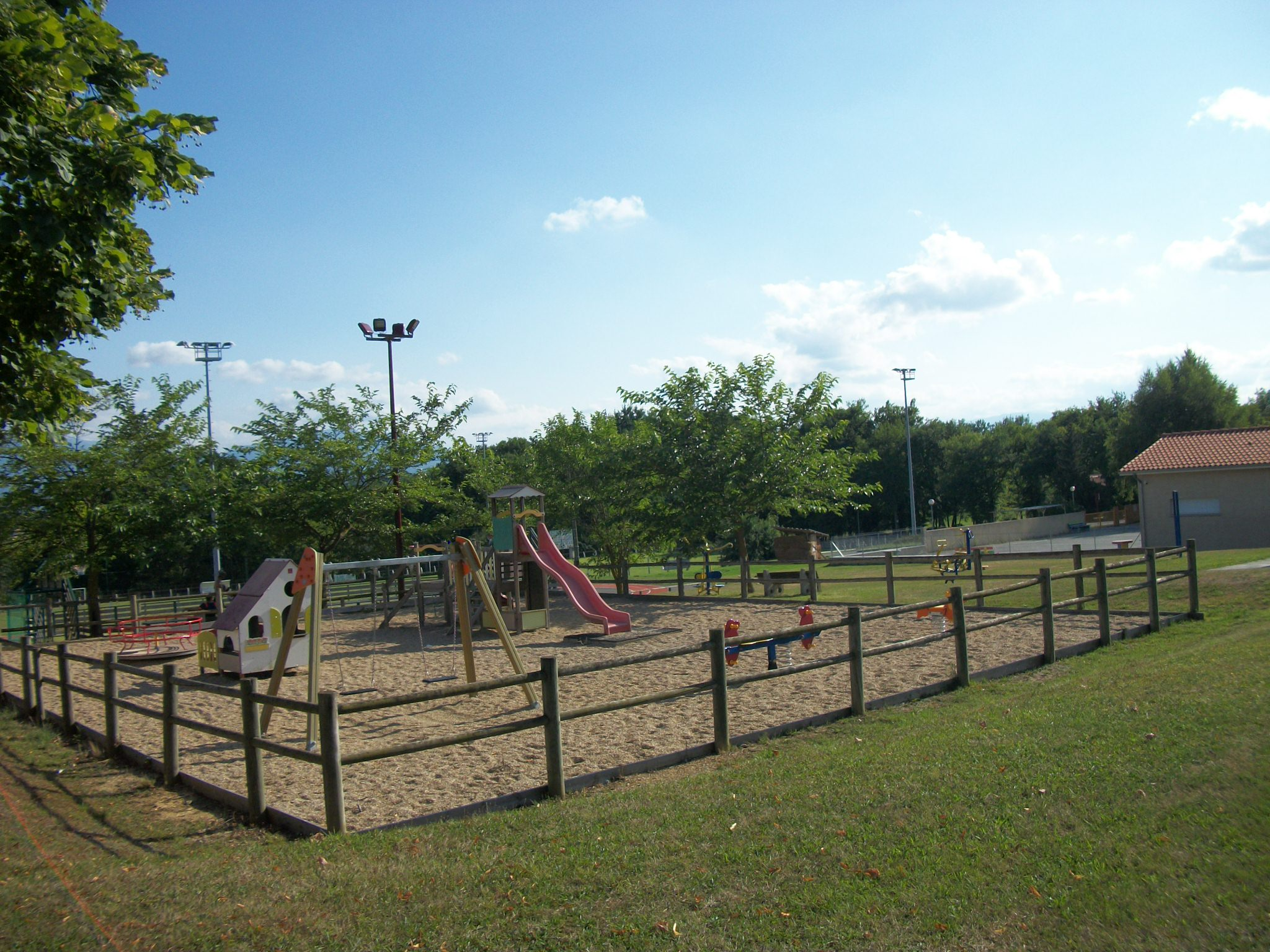
Aire de jeux et installations sportive

### Activités sportives
Chasse, pétanque,

## Économie

### Revenus
En 2018  (données Insee publiées en septembre 2021), la commune compte 423 ménages fiscaux, regroupant 1 023 personnes. La médiane du revenu disponible par unité de consommation est de 23 650 € (23 140 € dans le département).

### Emploi
|                | 2008  | 2013  | 2018  |
| -------------- | ----- | ----- | ----- |
| Commune        | 3,7 % | 6,2 % | 8,1 % |
| Département    | 7,7 % | 9,6 % | 9,3 % |
| France entière | 8,3 % | 10 %  | 10 %  |

En 2018, la population âgée de 15 à 64 ans s'élève à 590 personnes, parmi lesquelles on compte 70,1 % d'actifs (62 % ayant un emploi et 8,1 % de chômeurs) et 29,9 % d'inactifs,. Depuis 2008, le taux de chômage communal (au sens du recensement) des 15-64 ans est inférieur à celui de la France et du département.
La commune fait partie de la couronne de l'aire d'attraction de Saint-Gaudens, du fait qu'au moins 15 % des actifs travaillent dans le pôle,. Elle compte 234 emplois en 2018, contre 266 en 2013 et 265 en 2008. Le nombre d'actifs ayant un emploi résidant dans la commune est de 370, soit un indicateur de concentration d'emploi de 63,4 % et un taux d'activité parmi les 15 ans ou plus de 49,3 %.
Sur ces 370 actifs de 15 ans ou plus ayant un emploi, 72 travaillent dans la commune, soit 20 % des habitants. Pour se rendre au travail, 93,1 % des habitants utilisent un véhicule personnel ou de fonction à quatre roues, 1,9 % les transports en commun, 3 % s'y rendent en deux-roues, à vélo ou à pied et 1,9 % n'ont pas besoin de transport (travail au domicile).

### Activités hors agriculture

#### Secteurs d'activités
56 établissements sont implantés  à Landorthe au 31 décembre 2019. Le tableau ci-dessous en détaille le nombre par secteur d'activité et compare les ratios avec ceux du département,.
| Secteur d'activité                                                                                        | Commune | Commune | Département |
| Secteur d'activité                                                                                        | Nombre  | %       | %           |
| --- | ------- | ------- | ----------- |
| Ensemble                                                                                                  | 56      |         |             |
| Industrie manufacturière, industries extractives et autres                                                | 4       | 7,1 %   | (5,7 %)     |
| Construction                                                                                              | 9       | 16,1 %  | (12 %)      |
| Commerce de gros et de détail, transports, hébergement et restauration                                    | 23      | 41,1 %  | (25,9 %)    |
| Information et communication                                                                              | 1       | 1,8 %   | (4,1 %)     |
| Activités financières et d'assurance                                                                      | 1       | 1,8 %   | (3,8 %)     |
| Activités spécialisées, scientifiques et techniques et activités de services administratifs et de soutien | 11      | 19,6 %  | (19,8 %)    |
| Administration publique, enseignement, santé humaine et action sociale                                    | 4       | 7,1 %   | (16,6 %)    |
| Autres activités de services                                                                              | 3       | 5,4 %   | (7,9 %)     |

Le secteur du commerce de gros et de détail, des transports, de l'hébergement et de la restauration est prépondérant sur la commune puisqu'il représente 41,1 % du nombre total d'établissements de la commune (23 sur les 56 entreprises implantées  à Landorthe), contre 25,9 % au niveau départemental.

#### Entreprises et commerces
Les cinq entreprises ayant leur siège social sur le territoire communal qui génèrent le plus de chiffre d'affaires en 2020 sont : 
- Auto Services Saint Gaudens, activités des sociétés holding (9 049 k€)
- SARL Rural 31, commerce de gros (commerce interentreprises) de matériel agricole (5 364 k€)
- Landor, autres commerces de détail en magasin non spécialisé (1 284 k€)
- SA Meubles Ferre, commerce de détail de meubles (1 270 k€)
- Sba Coifexpand, centrales d'achat non alimentaires (249 k€)

### Agriculture
La commune est dans les « Coteaux de Gascogne », une petite région agricole occupant une partie ouest du département de la Haute-Garonne, constitué d'un relief de cuestas et de vallées peu profondes, creusés par les rivières issues du massif pyrénéen, avec une activité de polyculture et d’élevage. En 2020, l'orientation technico-économique de l'agriculture  sur la commune est l'élevage d'ovins ou de caprins.
|               | 1988 | 2000 | 2010 | 2020 |
| ------------- | ---- | ---- | ---- | ---- |
| Exploitations | 20   | 21   | 10   | 10   |
| SAU (ha)      | 466  | 328  | 256  | 271  |

Le nombre d'exploitations agricoles en activité et ayant leur siège dans la commune est passé de 20 lors du recensement agricole de 1988  à 21 en 2000 puis à 10 en 2010 et enfin à 10 en 2020, soit une baisse de 50 % en 32 ans. Le même mouvement est observé à l'échelle du département qui a perdu pendant cette période 57 % de ses exploitations,. La surface agricole utilisée sur la commune a également diminué, passant de 466 ha en 1988 à 271 ha en 2020. Parallèlement la surface agricole utilisée moyenne par exploitation a augmenté, passant de 23 à 27 ha.

## Culture locale et patrimoine

### Lieux et monuments
- Église Saint-Gaudens avec ses vitraux signés André Rapp.
- Chapelle Notre-Dame du Mont-Carmel.

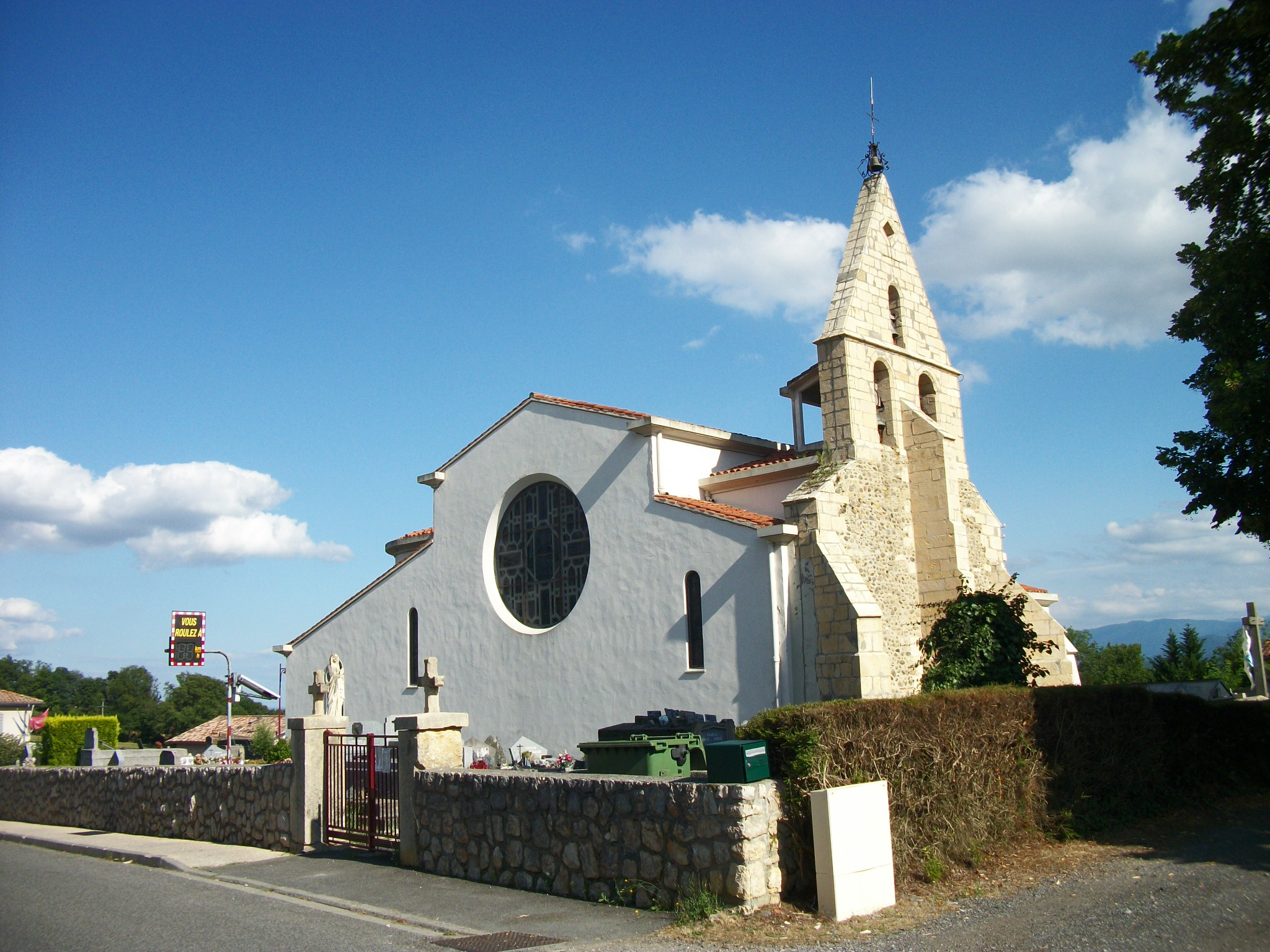
L'église Saint Gaudens
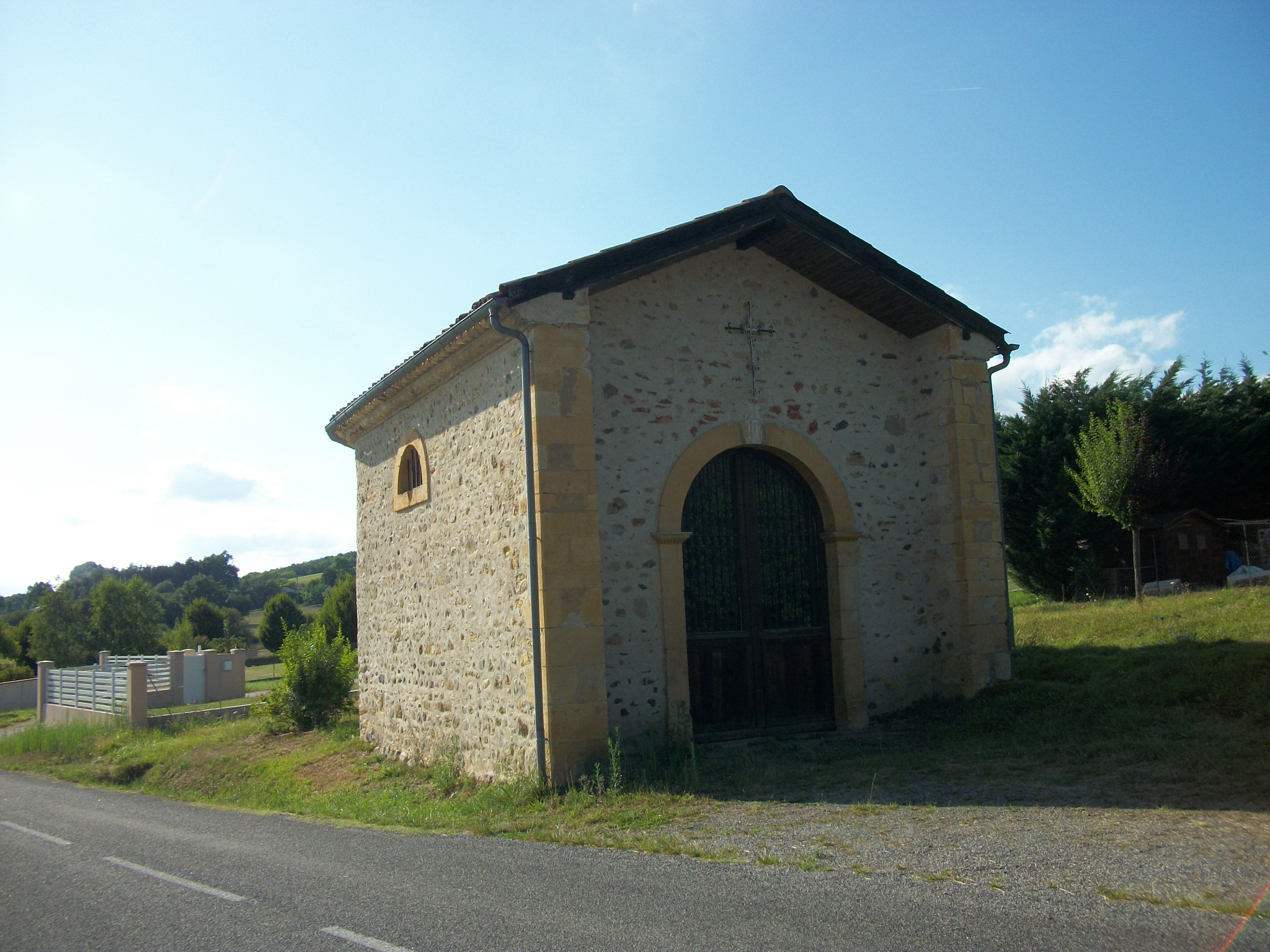
Chapelle Notre-Dame du Mont-Carmel
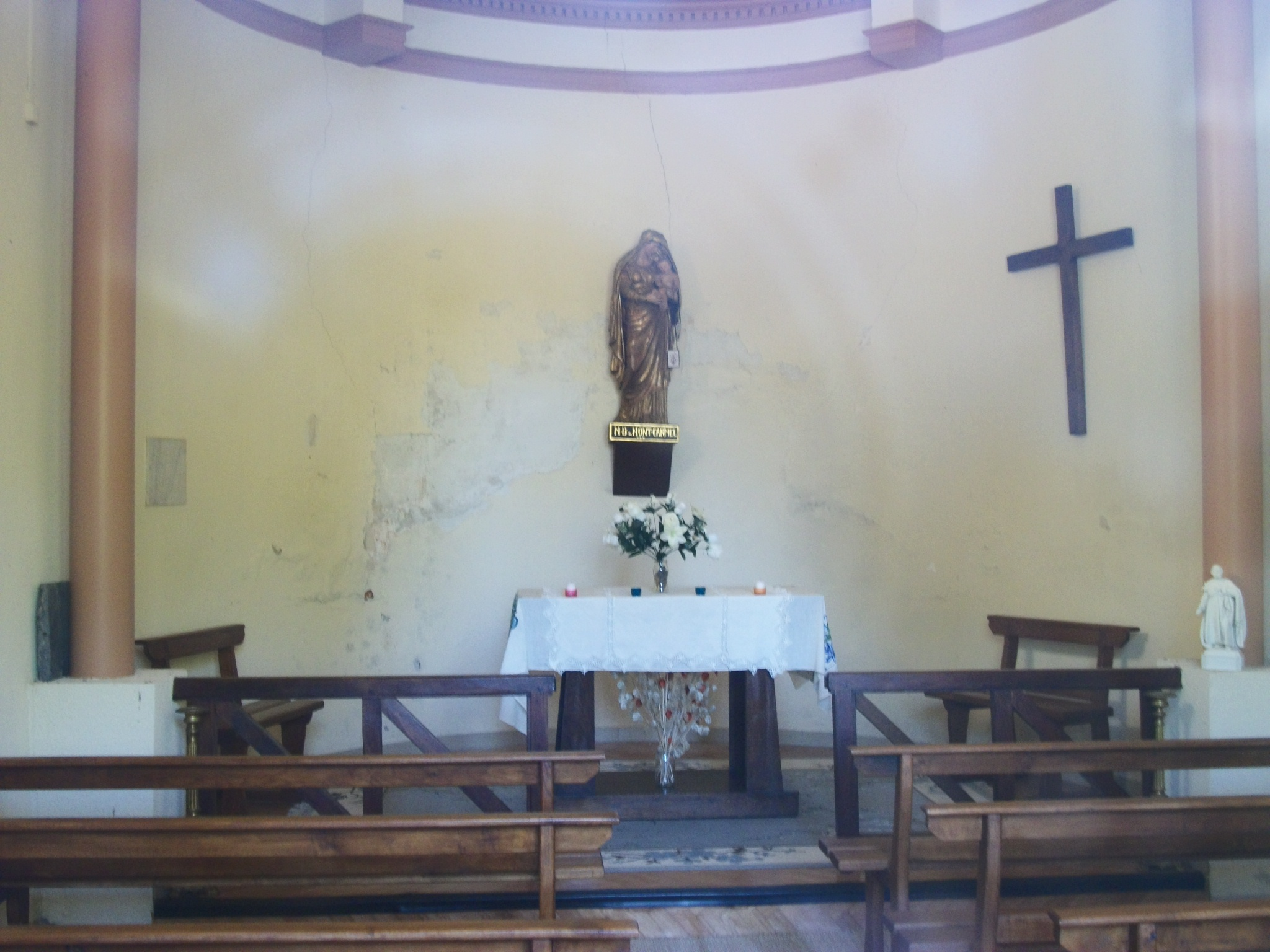
Intérieur de la Chapelle avec une statue de Notre-Dame du Mont-Carmel

### Personnalités liées à la commune
- Sens unique groupe de rock chrétien.

## Pour approfondir